# Moravské naftové doly
Moravské naftové doly (MND) je najveća češka naftna kompanija koja se bavi proizvodnjom nafte i plina. Dnevna proizvodnja iznosi 5.000 barela nafte i 250.000 m3 plina. Također, MND ima postrojenja za pohranu naftno-plinskih derivata ukupne zapremine 180 milijuna m3.
Tvrtka ima vlastita naftna i plinska polja u Jemenu, Pakistanu i Gruziji. S austrijskim OMV-om je strateški partner na pakistanskom plinskom polju Sawan.
U rujnu 2007. MND je potpisao ugovor s naftnom kompanijom Regal Petroleum o kupnji 50% udjela u najvećem ukrajinskom plinskom polju za 330 milijuna eura.

## Vanjske poveznice
- Službena web stranica Moravské naftové doly